# Верхній Шергольджин
Верхній Шергольджи́н (рос. Верхний Шергольджин) — село у складі Красночикойського району Забайкальського краю, Росія. Адміністративний центр Верхньошергольджинського сільського поселення.

## Населення
Населення — 365 осіб (2010; 460 у 2002).
Національний склад (станом на 2002 рік):
- росіяни — 72 %
- буряти — 28 %